# 나빈 람굴람

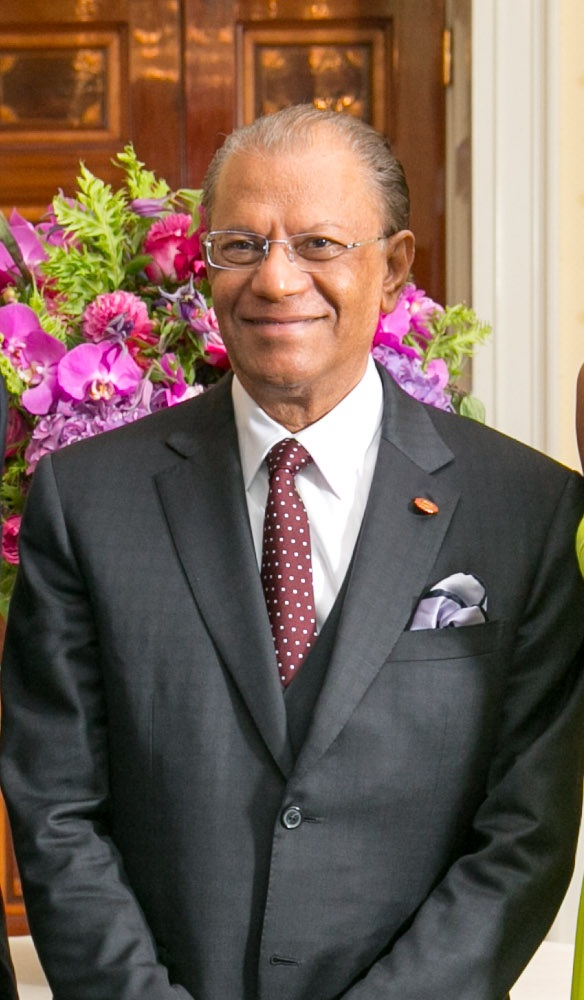
나빈 람굴람

나빈찬드라 람굴람 (Navinchandra Ramgoolam,नवीन चन्‍द्र रामगुलाम, 1947년 7월 14일 ~ )은 모리셔스의 총리이다. 1995년부터 2000년까지 총리직을 수행했으며, 2005년 총선에서 당시 폴 베렝게르 (Paul Bérenger) 총리의 모리셔스 투쟁운동 (Mauritian Militant Movement)-모리셔스 사회주의운동 (Militant Socialist Movement) 연합이 사회 동맹 (Alliance Sociale)에게 패배한 뒤 재임명되었다.

## 참고
1. ↑  “보관된 사본”. 2014년 3월 17일에 원본 문서에서 보존된 문서. 2014년 1월 31일에 확인함.